# Nędzne psy (film 2011)
Nędzne psy (tytuł oryginalny ang. Straw Dogs) – amerykański film fabularny (dreszczowiec) z 2011 roku w reżyserii Roda Luriego. Jest to remake filmu z 1971 w reżyserii Sama Peckinpaha. Scenariusz pierwowzoru powstał w oparciu o powieść Gordona Williamsa.

## Obsada
- James Marsden jako David Sumner
- Kate Bosworth jako Amy Sumner
- Alexander Skarsgård jako Charlie Venner
- Dominic Purcell jako Jeremy Niles
- Rhys Coiro jako Norman
- Willa Holland jako Janice Heddon
- James Woods jako trener Tom Heddon
- Billy Lush jako Chris
- Laz Alonso jako szeryf John Burke
- Walton Goggins jako Daniel Niles
- Anson Mount jako trener Milkens
- Drew Powell jako Bic

## Opis fabuły
Scenarzysta z Los Angeles David Sumner przeprowadza się z żoną Amy do jej rodzinnego miasteczka, położonego na południu Stanów Zjednoczonych. Niestety, życie w nowym miejscu nie przypomina sielanki. Małżonkowie zaczynają się kłócić o każdy drobiazg, a ich związek przechodzi poważny kryzys. Sytuację pogarsza fakt, iż żadne z nich nie może na nikogo liczyć. Mieszkańcy okolicy zdają się nie akceptować przyjezdnych i na każdym kroku okazują im swoją wrogość, m.in. wieszając ich kota w szafie. Pewnego dnia Charlie - dawny chłopak Amy, zabiera Davida na polowanie okłamując go, iż trwa sezon łowiecki. W czasie, gdy David podejmuje trop za jeleniem, Charlie wraz ze swoimi kolegami wraca i z jednym udaje się do domu Sumnerów, gdzie Amy zostaje przez nich zgwałcona.
Finalnie Sumnerowie zostają osaczeni we własnym domu przez uzbrojoną bandę tubylców, na której czele stoi Charlie. Przybyli po usłyszeniu przez Charliego w radiu na częstotliwościach policyjnych zgłoszenia o tym, iż przebywa tam z nimi ranny w wypadku Jeremy Niles, podejrzany przez Toma Heddona o uprowadzenie jego córki - cheerleaderki Janice Heddon. Niedługo po ich dotarciu na miejsce przybywa szeryf John Burke, który zostaje zabity przez rozwścieczonego Heddona. David wraz z Amy zabijają wszystkich napastników za pomocą broni jak i np. gwoździarki. W ostatniej scenie Charlie zostaje zabity potrzaskiem rzuconym mu na głowę przez Davida. Dom Davida i Amy spala się w pożarze wywołanym wcześniej przez jednego z intruzów.